# Vigodarzere
Vigodarzere ist eine norditalienische Gemeinde (comune) mit 13.175 Einwohnern (Stand 31. Dezember 2023) in der Provinz Padua in Venetien. Die Gemeinde liegt etwa 4 Kilometer nördlich von Padua und etwa 35 Kilometer nordwestlich von Venedig. Von der Provinzhauptstadt wird Vigodarzere nur durch die Brenta getrennt.
Durch Vigodarzere führt auch der Muson dei Sassi, ein Kanal vom Musone in die Brenta.

## Verkehr
Südlich der Gemeinde verläuft die Autostrada A4 von Turin nach Triest. Vigodarzere ist der letzte Halt vor Padua auf der Bahnstrecke von Bassano del Grappa nach Padua.